# Palompon

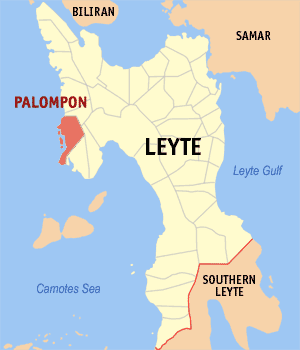
Bản đồ Leyte với vị trí của Palompon

Palompon là một đô thị hạng 2 ở tỉnh Leyte, Philippines. Theo điều tra dân số năm 2000 của Philipin, đô thị này có dân số 50.754 người trong 10.790 hộ.

## Các đơn vị hành chính
Palompon được chia ra 50 barangay.
| - Baguinbin - Belen - Buenavista - Caduhaan - Cambakbak - Cambinoy - Cangcosme - Cangmuya - Canipaan - Cantandoy - Cantuhaon - Catigahan - central 1 - central 2 - central 3 - Cruz - Duljugan - Guiwan 1 - Guiwan 2 - Himarco | - Hinagbuan - Lat-osan - Liberty - Mazawalo Pob. (Lili-on) - Lomonon - Mabini - Magsaysay - Masaba - Parrilla - Plaridel - Central 1 - Central 2 - Hinablayan Pob. (Central 3) - Rizal - Sabang - San Guillermo - San Isidro | - San Joaquin - San Juan - San Miguel - San Pablo - San Pedro - San Roque - Santiago - Taberna - Tabunok - Tambis - Tinabilan - Tinago - Tinubdan - Pinagdait Pob. (Ypil I) - Pinaghi-usa Pob. (Ypil II) - Bitaog Pob. (Ypil III) |

## Lien ket ngoai
- Mã địa lý chuẩn của Philipin Lưu trữ ngày 13 tháng 4 năm 2012 tại Wayback Machine
- Thông tin điều tra dân số năm 2000 của Philipin Lưu trữ ngày 23 tháng 9 năm 2005 tại Wayback Machine
- Papa J's Website Lưu trữ ngày 20 tháng 12 năm 2008 tại Wayback Machine

Bản mẫu:Leyte